# Discography: The complete singles collection
Discography: The complete singles collection és el sisè àlbum (la segona recopilació) del grup anglès de pop electrònic Pet Shop Boys. Va aparèixer al mes de novembre de 1991.
Discography inclou tots els senzills que el grup havia editat fins aleshores (exceptuant el tema "How can you expect to be taken seriously?"), afegint-hi el medley dels temes "Where the streets have no name", del grup U2, i "I can't take my eyes off you", de Frankie Valli. A més, Lowe i Tennant escrigueren dues cançons noves per a aquesta recopilació: es tracta de "DJ Culture" i "Was it worth it", totes dues publicades també en format senzill.
Juntament amb aquesta recopilació s'edità un recull dels vídeos que els PSB havien realitzat fins aleshores, anomenat Videography, que inclou el vídeo del tema "How can you expect to be taken seriously" en lloc de "Was it worth it".

## Temes

### CDP MTV3
1. West End Girls - 4,00
2. Love comes quickly (Lowe/Tennant/Hague) - 4,18
3. Opportunities (Let's make lots of money) - 3,38
4. Suburbia - 4,04
5. It's a sin - 5,01
6. What have I done to deserve this? (Lowe/Tennant/Willis) - 4,20
7. Rent - 3,33
8. Always on my mind (Thompson/James/Christopher) - 3,54
9. Heart - 4,17
10. Domino dancing - 4,18
11. Left to my own devices - 4,47
12. It's alright (Sterling Void) - 4,20
13. So hard - 4,00
14. Being boring - 4,51
15. Where the streets have no name (I can't take my eyes off you) (Hewson/Evans/Mullen/Clayton/Gaudio/Crewe) - 4,32
16. Jealousy - 4,15
17. DJ Culture - 4,14
18. Was it worth it? - 4,23

Temes escrits per Lowe/Tennant, menys on s'especifiqui una altra cosa.

## Senzills
- Where the streets have no name (I can't take my eyes off you) / How can you expect to be taken seriously? (Març 1991)
- DJ Culture / Music for boys (Part 2) (14 d'octubre de 1991)
- Was it worth it? / Miserablism (8 de desembre de 1991)